# Tableau de famille (Ostrovski)
Pour l’article homonyme, voir Tableau de famille.
Tableau de famille (Семейная картина) est une pièce de théâtre du dramaturge russe Alexandre Ostrovski composée en 1846-1847 et publiée les 14 et 15 mars 1847 dans le journal Le Bulletin moscovite.

## Historique
La base de la pièce Tableau de famille est une pièce précédente d'Ostrovski restée inachevée La Demande de réclamation, conçue comme une comédie de plusieurs actes. Au lieu de cela, Ostrovski écrit, en utilisant ce qu'il avait déjà fait, une comédie en seul acte. Il la termine le 14 février 1847. C'est la première pièce que l'auteur ait totalement terminée. Il en fait la lecture à un cercle d'amis littérateurs le même jour chez le professeur Chevyriov et ils sont fort impressionnés. En souvenir de cette lecture, Ostrovski écrit: « Le jour le plus mémorable de ma vie est le 14 février 1847, où j'ai commencé me considérer comme un écrivain russe, et déjà sans aucun doute ou hésitation à croire en ma vocation. » .
La censure donne un avis défavorable si bien qu'elle est interdite de mise en scène le 28 août 1847. L'interdiction est levée le 26 septembre 1855, grâce à quelques changements, et la pièce (qui se nommait auparavant Tableau du bonheur familial) peut enfin être permise. Ostrovski lui donne son titre actuel et le texte modifié paraît en 1856 dans Le Contemporain.

## Personnages
- Antip Antipytch Pouzatov, marchand, 35 ans.
- Matriona Savichna, sa femme, 25 ans.
- Maria Antipovna, la sœur de Pouzatov, jeune fille de 19 ans.
- Stepanida Trofimovna, la mère de Pouzatov, 60 ans.
- Paramon Ferapontytch Chiliarov, marchand, 60 ans.
- Daria, la bonne des Pouzatov.

## Argument
Le marchand Antip Pouzatov vit avec sa femme Matriona, sa sœur cadette Macha, et sa mère, la vieille Stepanida Trofimovna. Macha a 19 ans et s'ennuie. Elle regarde par la fenêtre son amoureux Vassili. Pouzatov et sa femme partent se promener. Daria la bonne vient de voir Vassili avec son ami Ivan qui parlent de rencontrer des jeunes filles ; mais ils sont trop pauvres pour se marier.
Stepanida Trofimovna réprimande son fils qui passe trop de temps à la taverne et trouve que sa femme ne fait pas le ménage, ne pense qu'à ses toilettes et qu'un jour elle pourrait bien le tromper avec quelque bellâtre. Pouzatov s'en moque. Stepanida Trofimovna s'inquiète aussi de Macha qui a l'âge de se marier. Il faut que son fils lui trouve un mari parmi ses connaissances. La mère et le fils partent donc rendre visite au marchand Paramon Ferapontytch ; celui-ci bien que veuf d'un certain âge et tricheur a l'avantage de disposer d'une fortune rondelette. En outre le fait qu'il triche, n'est pas sans rappeler à Pouzatov que lui aussi a des « fantômes dans le placard ». Paramon Ferapontytch apparaît en se plaignant de sa santé et de son fils bon à rien qui n'étudie pas et ne pense qu'à dépenser l'argent de son père. Alors Pouzatov lui rétorque que pour sauvegarder son capital, le marchand devrait épouser sa sœur Macha, puis Pouzatov se rend à la taverne.
Vêtues avec coquetterie, Matriona Savichna et Maria Antipovna apparaissent et, en riant, partent se promener, car Antip Antipytch ne sera sûrement pas de retour avant trois jours.